# 索皮夫卡河
索皮夫卡河（烏克蘭語：Сопівка），是烏克蘭的河流，位於該國西部伊萬諾-弗蘭科夫斯克州，屬於柳奇卡河的左支流，發源自斯洛博達以南，流經科洛梅亞區，河道全長24公里，流域面積140平方公里。